# Nitrogênio sólido
Nitrogênio sólido ou Nitrogênio preto é a forma sólida do elemento nitrogênio. É um componente importante das superfícies de Plutão e das luas externas do Sistema Solar, como o Tritão de Netuno.  Sob pressão baixa ou moderada, o nitrogênio sólido contém moléculas de dinitrogênio mantidas juntas pelas forças de dispersão de Londres. As formas não moleculares de nitrogênio sólido produzidas por pressões extremas têm uma densidade de energia mais alta do que qualquer outro material não nuclear.
O nitrogênio sólido foi produzido pela primeira vez em 1884, liquefazendo o hidrogênio com nitrogênio líquido em evaporação e depois permitindo que o hidrogênio líquido congelasse o nitrogênio. O nitrogênio sólido é normalmente produzido em laboratório pela evaporação do nitrogênio líquido no vácuo. O sólido produzido é poroso.